# Daruma (grano)

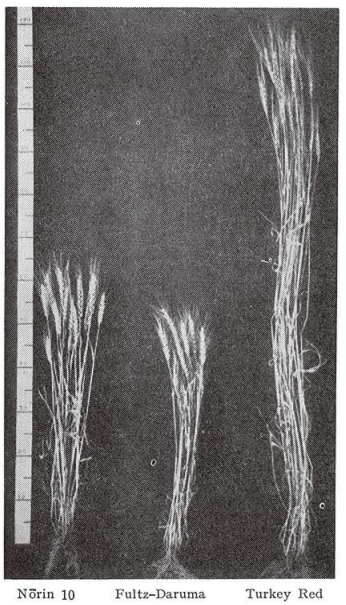
Il Norin 10 e i suoi "genitori" il Fultz Daruma e il Turkey Red

Il grano Daruma è una varietà di grano duro nano di origine giapponese, da cui nacque il grano Norin 10, capostipite dei grani nani sviluppati a livello mondiale dopo il 1945.

## Storia
«I grani che maturano prima sono spesso piccoli e provengono principalmente dall'India, dall'Australia e dal Giappone».
Il grano Daruma è stato selezionato da una varietà coreana nota come Anzunbaengimil ("grano storpio" in coreano) o Nanjangmil, che è stato diffuso in tutta la Corea nel periodo che va dal 1500 al 1941. Secondo quanto riferito, Anzunbaengimil mostra grandi variazioni nell'altezza delle piante; era presumibilmente miscela di individui portatori di diverse combinazioni di geni seminani. Potrebbe essere stato diffuso in Giappone dopo il periodo delle invasioni giapponesi della Corea, quindi a partire dal 1592.
Il daruma è in giapponese una bambola oscillante, con esso sono chiamate diverse varietà di grano originarie del Giappone.
Nel 1910 ne era consigliata la coltivazione nelle prefetture di Tokyo e Nangawa; con due varietà il Shiro-daruma (bianco) e il'Aka-daruma (rosso). Successivamente questo grano sembra scomparso dalla produzione cereagricola giapponese.
Non è certo se i ceppi bianco e rosso esistessero prima del 1910 e non fossero distinti nella terminologia, o se sia stata effettuata una sorta di selezione intravarietale in linea pura. Selezioni sistematiche di linee pure di Shiro-daruma e Aka-daruma furono effettuate negli anni '20 e le varietà furono in uso fino agli anni '30.
Il Daruma riapparve nel 1917 quando venne incrociato nella stazione di ricerca di Nishigahara, Tokyo, con il grano 'Glassy Fultz' di origina americana come il grano "Turkey Red" (rosso) una varietà invernale che fu importato anch'esso in Giappone nel 1892. Entrambi questi due grani americani furono sottoposti a selezione genealogica a Nishigawa, Tokyo.
Nel 1917, come detto, il Daruma + Glazzy Fultz furono incrociati originando il Fultz-Daruma. Successivamente nel 1924 il Fultz-Daruma fu incrociata con il Turckey Red, presso la stazione filiale di Konosu, nella prefettura di Ehime nel 1926. Tutto ciò al fine di produrre un grano precoce, nano e resistente alle ruggini.
Quindi le successive generazioni furono seminate nella stazione di Iwate, nel nord-est del Giappone dove fu fissato nei suoi caratteri (esso veniva chiamato Tohoku n. 34, questo era il prodotto della settima generazione fissata nel 1932).
Nel 1935, con il nome di Norin 10, venne registrato e commercializzato; esso era particolarmente interessante perché era alto 52-54 cm, con un colmo resistente. Questa varietà servì come base per successive ricerche ed incroci in America e in Messico.
Molte varietà di grano coreano prima del 1900 erano varietà autoctone come Chungnamjaerae, Jaeraesomaek e un tipo semi-nano Anzunbaengimil; successivamente, a partire del 1910, furono introdotte varietà più produttive e tra esse l'Akadaruma.

## Caratteristiche
Tutte le varietà semi-nane coltivate dopo il 1945 utilizzano i geni nani (Rht 1 e Rht 2) contenuti in due varietà giapponesi menzionate in precedenza: Daruma e Akakomugi. 
Il grano Daruma è di gran lunga la fonte più importante, principalmente attraverso l'uso della sua progenie più nota che è stata il Norin 10.
Inoltre, il Daruma è un antenato di due famose varietà semi-nane coreane, Suwon 92 e Seu Suen 27.
Il grano Akakomugi, ha fornito la caratteristica nanizzante per un certo numero di varietà italiane. Si ritiene che i geni nanizzanti del grano Daruma e Akakomugi siano diversi, infatti l'Akakouigi trasmise il gene Rht 8 e Rht 4 e il Daruma e quindi il Norin 10 trasmise i geni Rht 1 e Rht 2.